# Gmünd (Niederösterreich)
Gmünd ist eine Stadt im nordwestlichen Waldviertel in Niederösterreich mit 5140 Einwohnern (Stand 1. Jänner 2025). Sie ist Sitz der Bezirkshauptmannschaft des Bezirkes Gmünd.

## Geografie
Gmünd (tschechisch Cmunt), das wirtschaftliche, kulturelle und touristische Zentrum des oberen Waldviertels, ist zugleich ein wichtiger Bahn- und Straßenübergang an der Grenze zu Tschechien (bzw. Böhmen). Auf dem Gebiet der Stadtgemeinde befindet sich der größte Teil des Naturparks Blockheide-Eibenstein.

### Gemeindegliederung
Das Gemeindegebiet umfasst fünf Ortschaften (in Klammern Einwohnerzahl Stand 1. Jänner 2025):
- Breitensee (191) samt Neu-Nagelberg
- Gmünd (4438) samt Böhmzeil, Haid und Neustadt
- Grillenstein (120)
- Großeibenstein (206)
- Kleineibenstein (185) samt Ludwigsthal

Die Gemeinde besteht aus den Katastralgemeinden Böhmzeil, Breitensee, Eibenstein, Gmünd und Grillenstein.
Südlich befindet sich der Asangwald.
Gmünd ist eine Mitgliedsgemeinde der Kleinregion Waldviertler StadtLand.

### Nachbargemeinden
| Rapšach (CZ), Nová Ves nad Lužnicí (CZ) | Brand-Nagelberg                             | Schrems   |
| České Velenice (CZ)                     | Kompassrose, die auf Nachbargemeinden zeigt | Hoheneich |
| Großdietmanns                           | Waldenstein                                 |           |

### Klima
Auch das raue Hochlandklima des Waldviertels verändert sich im Rahmen des Klimawandels, wie es die Diagramme bei KLAR verdeutlichen.
|                        | Jan  | Feb  | Mär  | Apr  | Mai  | Jun  | Jul   | Aug  | Sep  | Okt  | Nov  | Dez  |   |       |
| Mittl. Temperatur (°C) | −2,4 | −1,6 | 2,3  | 6,2  | 11,8 | 14,9 | 16,6  | 15,9 | 11,8 | 6,7  | 1,8  | −1,0 | ⌀ | 7     |
| Mittl. Tagesmax. (°C)  | 1,4  | 2,9  | 7,6  | 12,3 | 18,0 | 20,8 | 22,8  | 22,8 | 18,2 | 12,4 | 5,6  | 2,4  | ⌀ | 12,3  |
| Mittl. Tagesmin. (°C)  | −5,6 | −5,0 | −1,7 | 1,0  | 5,3  | 8,7  | 10,5  | 9,9  | 7,1  | 2,7  | −1,2 | −3,9 | ⌀ | 2,4   |
|                        |      |      |      |      |      |      |       |      |      |      |      |      |   |       |
| Niederschlag (mm)      | 31,0 | 30,6 | 45,8 | 54,4 | 74,3 | 87,3 | 103,6 | 76,5 | 52,8 | 37,5 | 43,0 | 41,8 | Σ | 678,6 |
|                        |      |      |      |      |      |      |       |      |      |      |      |      |   |       |
| Sonnenstunden (h/d)    | 1,2  | 2,4  | 3,3  | 5,0  | 6,1  | 5,8  | 6,7   | 6,8  | 4,7  | 3,3  | 1,0  | 0,3  | ⌀ | 3,9   |

| −5,6 |

| −5,0 |

| −1,7 |

| 1,0 |

| 5,3 |

| 8,7 |

| 10,5 |

| 9,9 |

| 7,1 |

| 2,7 |

| −1,2 |

| −3,9 |

| −5,6 |

| −5,0 |

| −1,7 |

| 1,0 |

| 5,3 |

| 8,7 |

| 10,5 |

| 9,9 |

| 7,1 |

| 2,7 |

| −1,2 |

| −3,9 |

| N i e d e r s c h l a g | 31,0 | 30,6 | 45,8 | 54,4 | 74,3 | 87,3 | 103,6 | 76,5 | 52,8 | 37,5 | 43,0 | 41,8 |
|                         | Jan  | Feb  | Mär  | Apr  | Mai  | Jun  | Jul   | Aug  | Sep  | Okt  | Nov  | Dez  |

## Geschichte

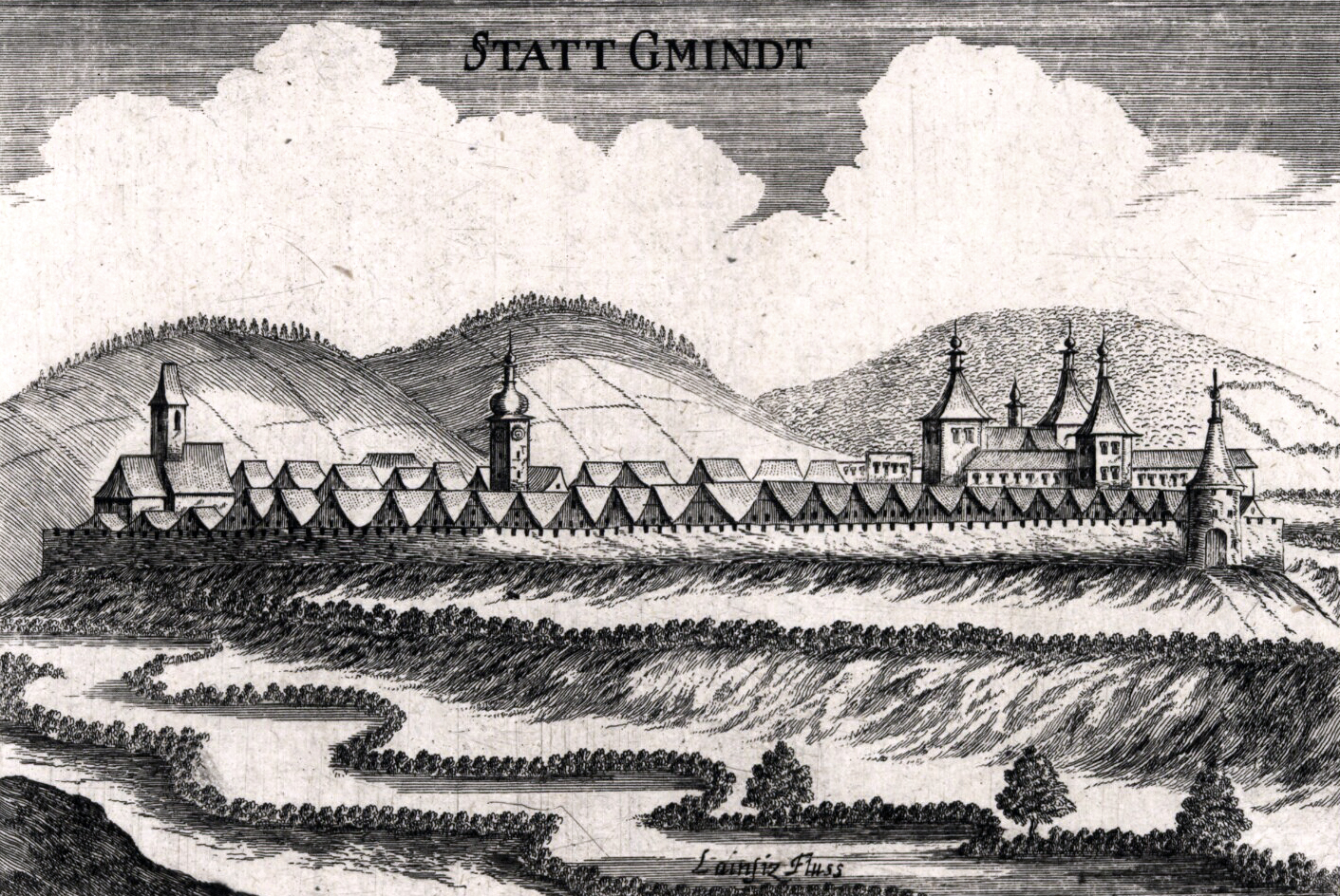
Kupferstich von Gmünd 1672 (Georg Matthäus Vischer)

Die Stadt liegt am Zusammenfluss (Gemünde) der Lainsitz und des Braunaubaches, wovon sich ihr Name ableitet. Sie wurde im Grenzvertrag von 1179 zwischen Böhmen und Österreich als concurus duorum rivulorum genannt. Die Besiedlung dieses Gebietes ist in die zweite Hälfte des 12. Jahrhunderts einzuordnen.
Das Schloss Gmünd, umgeben von einem englischen Park, entstand im 16. Jahrhundert aus einer mittelalterlichen Stadtburg.

### Aufstieg
Eine wichtige Wende in der Wirtschaftsgeschichte der Stadt war die Eröffnung der Franz-Josefs-Bahn von Wien nach Prag und Budweis im Jahr 1869. In Gmünd befand sich mit der großzügig angelegten Werkstätte das betriebliche Zentrum der Franz-Josefs-Bahn, als Bahnknotenpunkt erlangte es zusätzliche Bedeutung. Dort verzweigten sich die beiden Streckenäste über Tábor nach Prag und der andere Ast nach Budweis, und ab 1900 war Gmünd auch Ausgangspunkt der Waldviertler Schmalspurbahnen. 1899 stieg Gmünd zum Zentrum des neu gegründeten Bezirks Gmünd auf und 1907 wurde auch das Bezirksgericht in die Stadt verlegt. Über die ab 1900 schrittweise eröffnete Waldviertler Schmalspurbahn war der gesamte Bezirk leicht erreichbar. Von 1907 bis 1916 verkehrte in Gmünd außerdem die Oberleitungs-Automobillinie Gmünd, der erste Oberleitungsbus Österreichs, sie hatte insbesondere den Zweck, den Bahnhof mit dem zwei Kilometer entfernten Stadtzentrum zu verbinden. Am 1. Oktober 1908 wurde die Haltestelle Gmünd-Stadt eröffnet und nach 1918 zum Bahnhof umfunktioniert.
In dieser Zeit wurde das Stadtgebiet mehrfach erweitert, wobei sich ein Teil der Aktivitäten auf das neue Areal um den Bahnhof konzentrierte, der heute in Tschechien liegt und damals zu den Gemeinden Wieland und Böhmzeil zählte. In Gmünd selbst wurde für die neu hinzugezogenen Eisenbahner die Mexikosiedlung errichtet, die nach dem 1867 hingerichteten Maximilian von Mexiko benannt wurde.
Zu Beginn des Ersten Weltkriegs 1914 wurde südlich der Stadt das Flüchtlingslager Gmünd für Vertriebene aus Galizien errichtet. Bis zu 50.000 Flüchtlinge waren dort beherbergt, bis das Lager 1919 seine Pforten schloss. Dort entstand später die Gmünd II genannte Neustadt. Das Haupteingangstor zum Flüchtlingslager gibt es noch, hier wurde am 11. Mai 2019 das „Haus der Gmünder Zeitgeschichte“ eröffnet.

### Das geteilte Gmünd

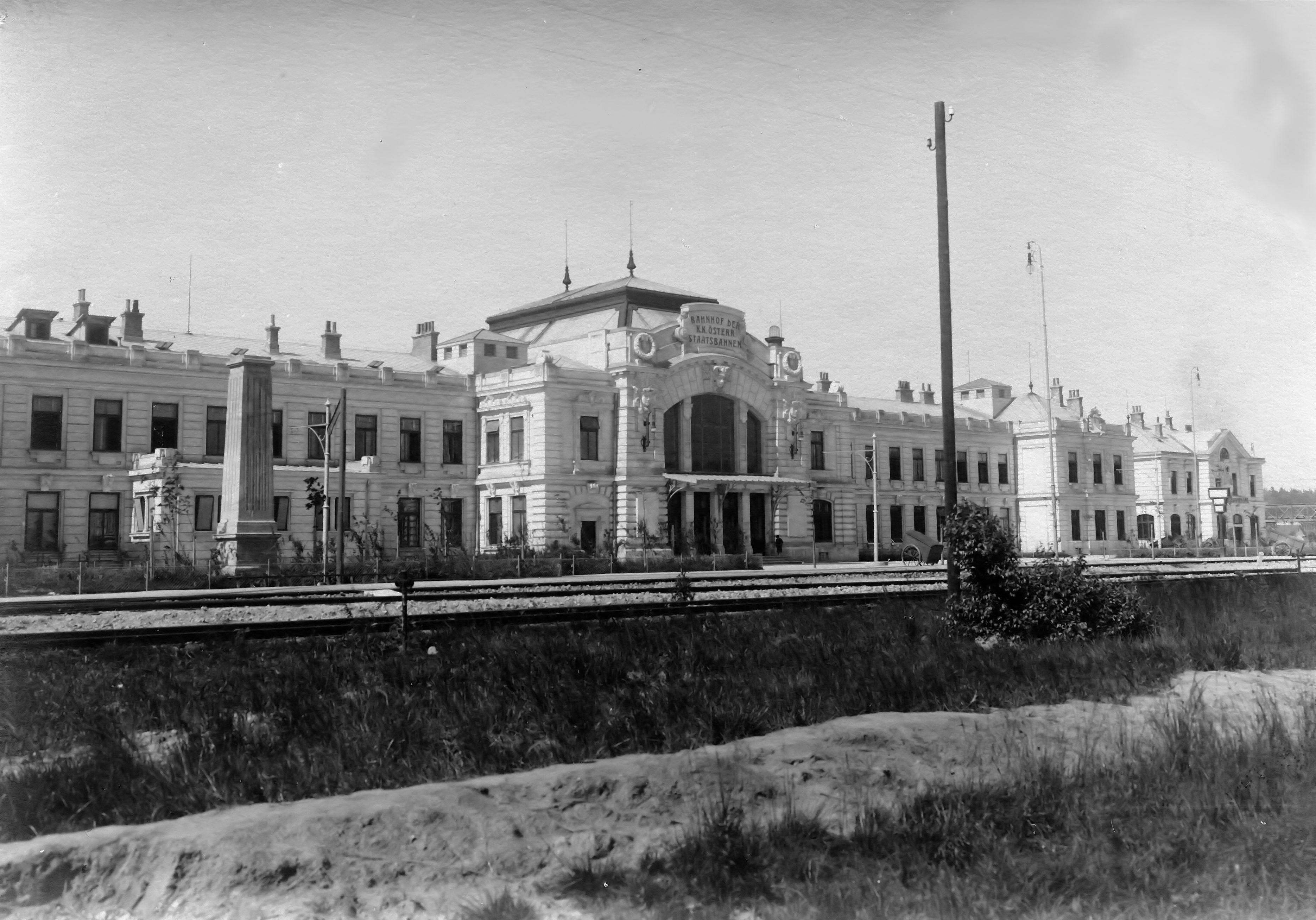
Der Bahnhof Gmünd um 1900

Infolge des Vertrags von Saint-Germain (1919) musste Österreich nach dem Zerfall der Habsburgermonarchie einen Teil seines Territoriums an die Tschechoslowakei abtreten, darunter auch die für Gmünd wichtigen Vororte Unter-Wielands und große Teile der Böhmzeil, die seit 1920 České Velenice heißt. Der Name bedeutet „Böhmisch Wielands“ und nimmt damit nicht auf Gmünd, sondern auf den südlich gelegenen, in Österreich verbliebenen Weiler Wielands Bezug, der heute Teil der Gemeinde Großdietmanns ist. Die Staatsgrenze zwischen den beiden Städten bildet großteils die Lainsitz.
Mit dem Verlust dieses Territoriums verlor Gmünd den Bahnhof der Franz-Josefs-Bahn und die Bahnwerkstätten. Bis 1922 wurde daher die in Österreich verbliebene Haltestelle Gmünd Stadt zu einem Bahnhof ausgebaut. Im Oktober 1938 wurden Unter-Wielands und Böhmzeil, die 1920 an die tschechoslowakische Republik abgetreten worden waren, an die Ostmark angeschlossen und die beiden Gemeinden als Stadtteil Gmünd III unter die Führung des Gemeindeverwalters von Gmünd gestellt.
Die Volkszählung ergab, dass über 400 Personen in das ehemalige Gmünd-Bahnhof rücksiedelten.
Am 1. April 1942 verfügte der Reichsstatthalter des Reichsgaus Niederdonau Hugo Jury die Eingemeindung von Gmünd-Bahnhof. 1945 wurde dieses Gebiet mit der Wiederherstellung der Staatsgrenzen von 1920 wieder tschechoslowakisches Territorium. Damit verlor die Gemeinde ihren gesamten in Česke Velenice gelegenen Besitz, vor allem die Grundstücke und die Anlagen des Wasserwerkes. Der Lainsitzfluss und der Fischbach bildeten wieder die Grenze zwischen Tschechien und Österreich.
Die ehemals eigenständige Gemeinde Breitensee vereinigte sich 1850 mit der Gemeinde Zuggers, gehörte zwischen 1921 und 1971 der Gemeinde Eibenstein an und ist heute ein Teil des Gemeindegebietes von Gmünd. Bis zur NÖ. Kommunalstrukturverbesserung (Gemeindezusammenlegungen in Niederösterreich) im Jahr 1971 war die heutige Katastralgemeinde Eibenstein eine eigenständige Gemeinde.
Die Geschichte der Stadt Gmünd wurde in der historischen Dokumentation Gmünd – Die bewegende Geschichte einer Stadt und einer Folge von Universum History (Niederösterreich – Leben am Eisernen Vorhang) festgehalten.
Seit 2019 wird im „Haus der Gmünder Zeitgeschichte“ die jüngere Geschichte der Bezirkshauptstadt dargestellt.
Im November 2024 wurde bekanntgegeben, dass die Niederösterreichische Landesausstellung 2028 rund um die Wasserwelt des Waldviertels in Gmünd stattfinden soll, das Festivalzentrum soll im Palmenhaus Gmünd eingerichtet werden, das einen Zubau erhalten soll.

### Bevölkerungsentwicklung
| Gmünd: Einwohnerzahlen von 1869 bis 2025            | Gmünd: Einwohnerzahlen von 1869 bis 2025 | Gmünd: Einwohnerzahlen von 1869 bis 2025 | Gmünd: Einwohnerzahlen von 1869 bis 2025 | Gmünd: Einwohnerzahlen von 1869 bis 2025 |
| --------------------------------------------------- | ---------------------------------------- | ---------------------------------------- | ---------------------------------------- | ---------------------------------------- |
| Jahr                                                |                                          |                                          |                                          | Einwohner                                |
| 1869                                                | 1869                                     |                                          | 2.855                                    | 2.855                                    |
| 1880                                                | 1880                                     |                                          | 3.392                                    | 3.392                                    |
| 1890                                                | 1890                                     |                                          | 3.368                                    | 3.368                                    |
| 1900                                                | 1900                                     |                                          | 3.381                                    | 3.381                                    |
| 1910                                                | 1910                                     |                                          | 4.469                                    | 4.469                                    |
| 1923                                                | 1923                                     |                                          | 5.276                                    | 5.276                                    |
| 1934                                                | 1934                                     |                                          | 6.074                                    | 6.074                                    |
| 1939                                                | 1939                                     |                                          | 5.727                                    | 5.727                                    |
| 1951                                                | 1951                                     |                                          | 7.388                                    | 7.388                                    |
| 1961                                                | 1961                                     |                                          | 7.377                                    | 7.377                                    |
| 1971                                                | 1971                                     |                                          | 7.243                                    | 7.243                                    |
| 1981                                                | 1981                                     |                                          | 6.417                                    | 6.417                                    |
| 1991                                                | 1991                                     |                                          | 6.028                                    | 6.028                                    |
| 2001                                                | 2001                                     |                                          | 5.861                                    | 5.861                                    |
| 2011                                                | 2011                                     |                                          | 5.371                                    | 5.371                                    |
| 2021                                                | 2021                                     |                                          | 5.225                                    | 5.225                                    |
| 2025                                                | 2025                                     |                                          | 5.140                                    | 5.140                                    |
| Quelle(n): Statistik Austria, Gebietsstand 1.1.2021 |                                          |                                          |                                          |                                          |

Nach einem starken Rückgang der Bevölkerungszahl von 1971 bis 1981 hat sich diese seit 2010 stabilisiert. Die Geburtenbilanz in der Stadtgemeinde war im Jahr 2018 mit −14 beinahe ausgeglichen. Dies entspricht −0,26 Prozent und ist deutlich unter dem Bezirksschnitt von −0,56 Prozent. Die Wanderungsbilanz war mit +9 sogar leicht positiv.

## Kultur und Sehenswürdigkeiten
Museen

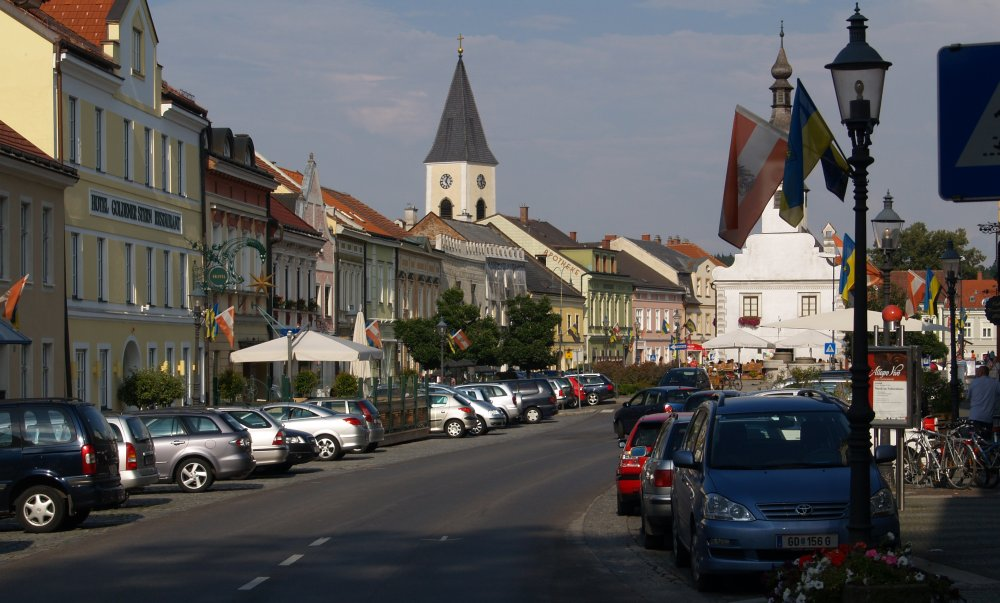
Der Stadtplatz von Gmünd.

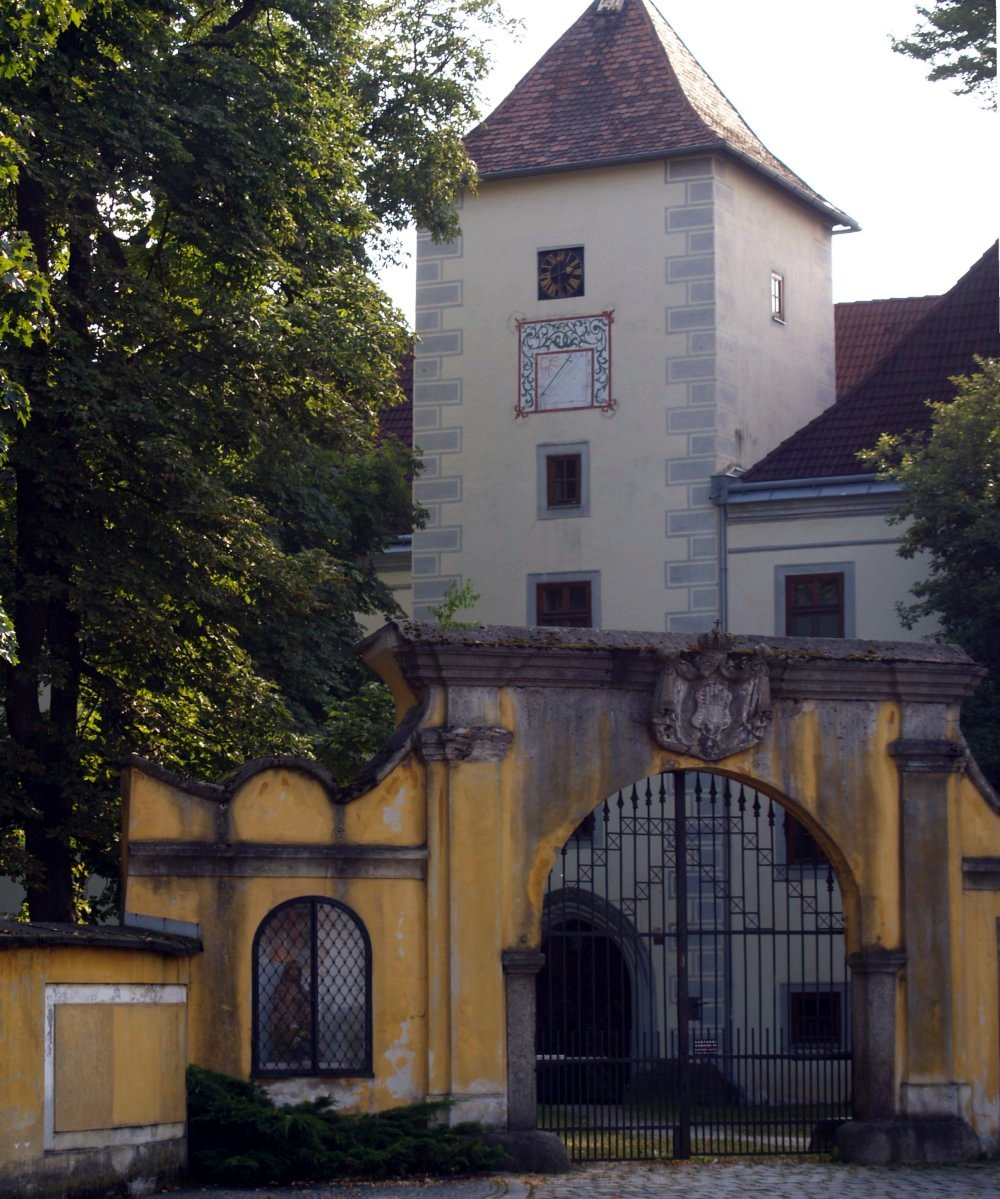
Schloss Gmünd. Zugang vom Stadtplatz zum Schlosspark.

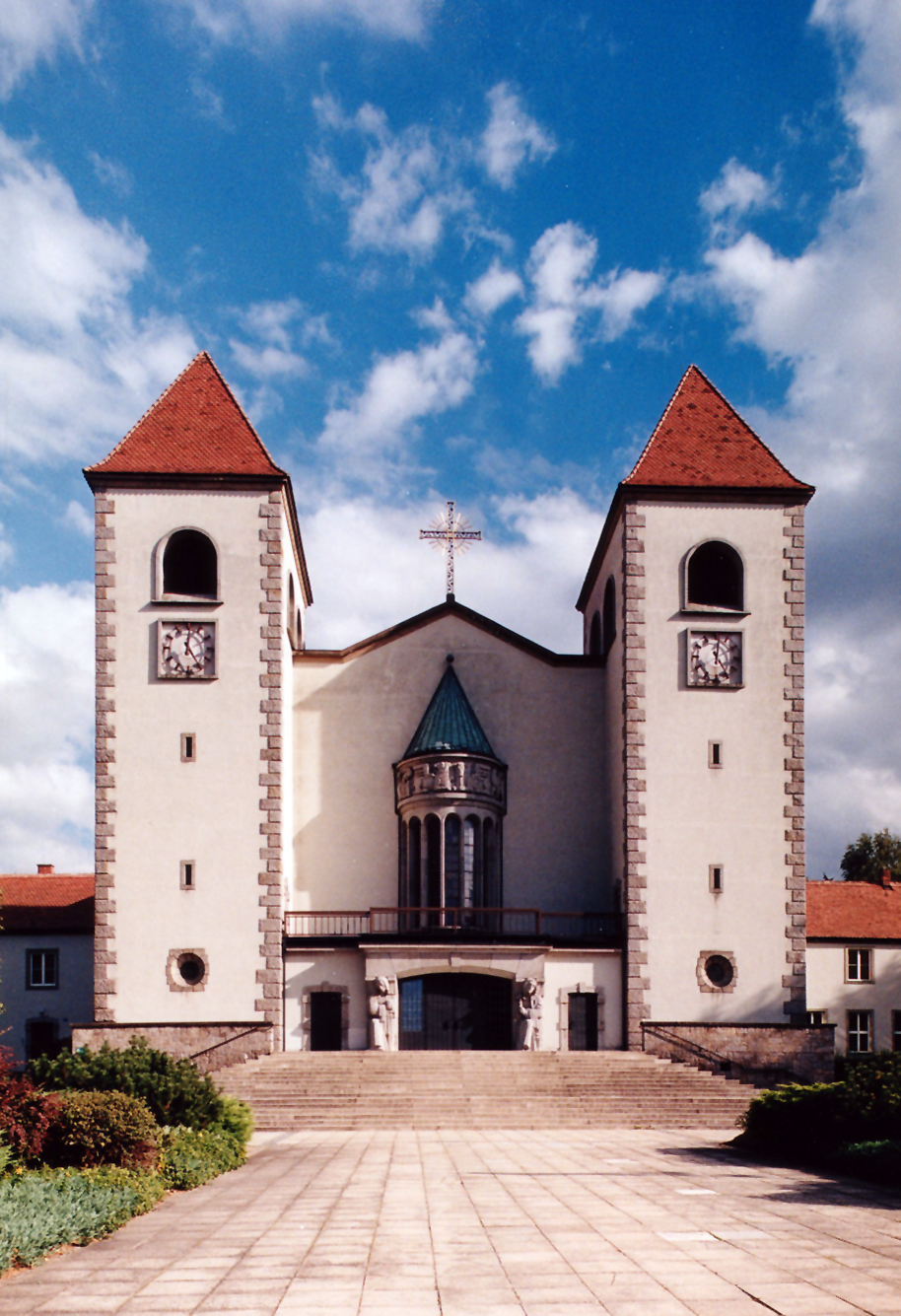
Herz Jesu Kirche in Gmünd.

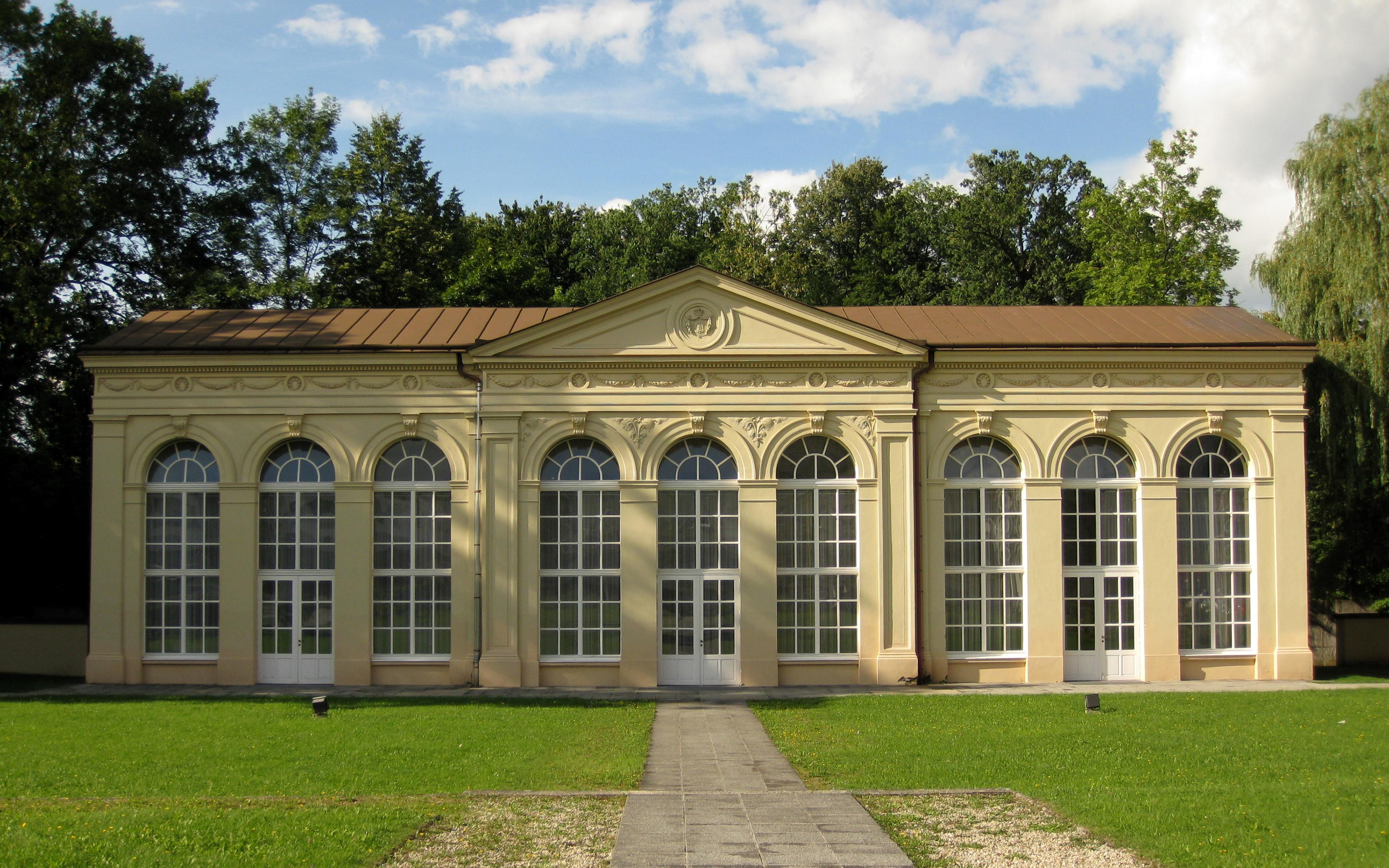
Palmenhaus Gmünd

- Altes Rathaus Gmünd, heute Stadtmuseum, Stadtplatz 26
- Haus der Gmünder Zeitgeschichte, Weitraer Straße 107
- Glas- und Steinmuseum, Stadtplatz 34
- Alte Schmiede, Stadtplatz 11
- Märchenhain Malerwinkel

Bauwerke
- Stadtbefestigung Gmünd

Die Stadt Gmünd hat einige historische und architektonische Sehenswürdigkeiten aufzuweisen. Ein Schwerpunkt liegt dabei in der Gmünder Altstadt. Die Sgraffito-Häuser am Stadtplatz stammen aus dem 16. Jahrhundert, wie sie in ähnlicher Art auch in Weitra vorhanden sind. Außerdem findet man am Stadtplatz das ebenfalls aus dem 16. Jahrhundert stammende Alte Rathaus, die alte Schranne. Heute beherbergt es das Stadtmuseum und ein Eiscafé. Der Sitz des AMS Gmünd ist ein Frühwerk des Architekten Ernst Plischke, es steht wie viele Objekte der Altstadt unter Denkmalschutz.
Einer der größten Wohnkomplexe des Waldviertels, der sogenannte „Neubau“ in der Gmünder Neustadt, wurde zwischen 1926 und 1927 errichtet. Die im sozialistischen Wohnbau Wiens tätigen Architekten Gustav Schläfrig und Hans Reiser planten diesen Wohnkomplex, der damals insgesamt 130 Wohnungen bot. Das Gebäude prägt durch die typische Bauweise des »Roten Wiens« das Stadtbild von Gmünd-Neustadt in besonderer Weise.
Erzherzog Sigismund von Österreich (1826–1891), seit 1859 Besitzer von Schloss Gmünd und begeisterter Botaniker, legte hier einen großzügigen Landschaftspark an, an dessen Südostecke er ein Gewächshaus, das so genannte Palmenhaus Gmünd errichten ließ. Es dient heute, nach einer Renovierung 1981 bis 1982, als städtischer Veranstaltungssaal.
Die Stadt Gmünd ist reich an religiösen Denkmälern. Da die Stadt Sitz dreier Pfarren ist, sind auch ebenso viele Pfarrkirchen vorhanden.
- Katholische Pfarrkirche St. Stephan am Stadtplatz. Die Grundmauern reichen in das 12./13. Jahrhundert zurück.
- Evangelische Friedenskirche: Die Pfarrkirche wurde im Anfang des 20. Jahrhunderts an der Bahnhofstraße errichtet.
- Katholische Pfarrkirche Herz Jesu: Die Kirche wurde 1953 im Stadtteil Gmünd-Neustadt fertiggestellt und wird auch als Dom des Waldviertels bezeichnet.
- Friedhof Gmünd

Im Stadtgebiet befindet sich der Naturpark Blockheide-Eibenstein.
Eine weitere Attraktion ist das Sole-Felsen-Bad.

## Wirtschaft und Infrastruktur

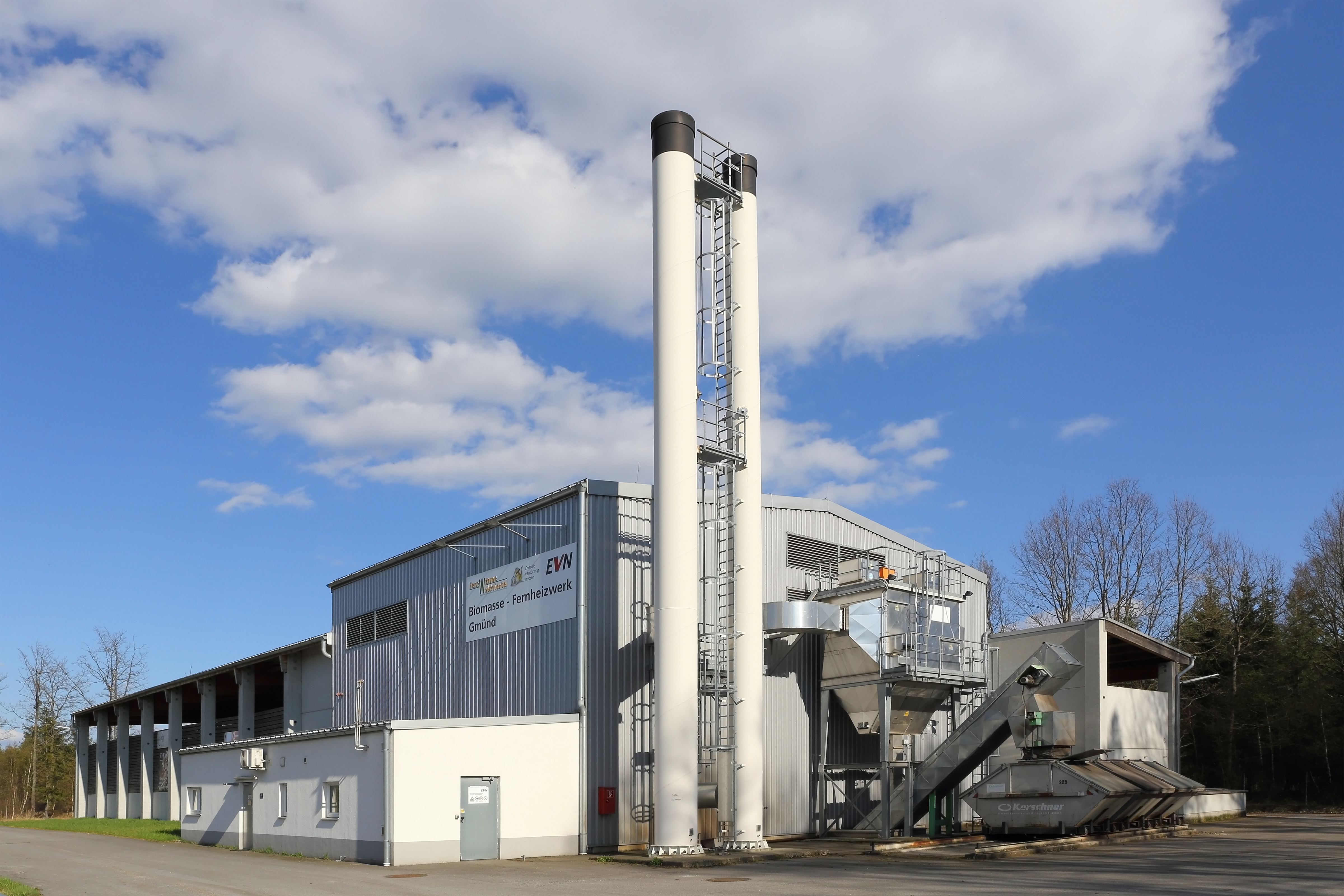
Biomasse-Fernheizwerk in Gmünd

Gmünd ist Sitz zahlreicher Betriebe, so zum Beispiel der Kartoffelstärkefabrik der Firma Agrana. Nichtlandwirtschaftliche Arbeitsstätten gab es im Jahr 2001 430, land- und forstwirtschaftliche Betriebe nach der Erhebung 1999 51. Die Zahl der Erwerbstätigen am Wohnort betrug nach der Volkszählung 2001 bei 2.336. Die Erwerbsquote lag 2001 bei 41,34 Prozent.
Der Tourismussektor verzeichnete im Jahr 2018 mehr als 70.000 Nächtigungen.
Ende 2006 wurde in Gmünd das Sole-Felsen-Bad eröffnet. Dort gibt es Becken mit verschiedenen Solekonzentrationen sowie mehrere Saunen. 2010 öffnete nebenan ein Hotel.

### Verkehr
Gmünd liegt an der Franz-Josefs-Bahn mit dem (neuen) Bahnhof Gmünd. Daneben ist Gmünd Ausgangspunkt der Waldviertler Schmalspurbahnen, auf denen in den Sommermonaten und an den Adventwochenenden ein touristischer Verkehr mit Museumsbahncharakter stattfindet und die einigen Stationen in Gmünd hat, auch die Station Neu-Nagelberg gehört noch knapp zum Stadtgebiet. Der ehemalige Hauptbahnhof von Gmünd befindet sich in České Velenice auf tschechischer Seite und ist Ausgangspunkt der Bahnstrecke České Velenice–Praha sowie České Velenice–České Budějovice.
Es gibt mehrere Grenzübergänge. Nahe Neu-Nagelberg, aber noch auf dem Stadtgebiet von Gmünd besteht ein Grenzübergang der Europastraße 49 ins tschechische Halámky.
Durch Gmünd verlaufen die beiden Weitwanderwege Eisenwurzenweg und Ostösterreichischer Grenzlandweg.

### Bildung
Neben einer Volksschule und zwei Mittelschulen gibt es ein Bundesgymnasium/Bundesrealgymnasium, eine Handelsakademie/Handelsschule, eine Fachschule für wirtschaftliche Berufe sowie einen Aufbaulehrgang für wirtschaftliche Berufe. Am Landesklinikum Waldviertel Gmünd besteht die Ausbildungsmöglichkeit für den medizinisch-technischen Fachdienst.
Seit 2006 wird auch ein externer Lehrgang der Fachhochschule Krems angeboten.

## Politik

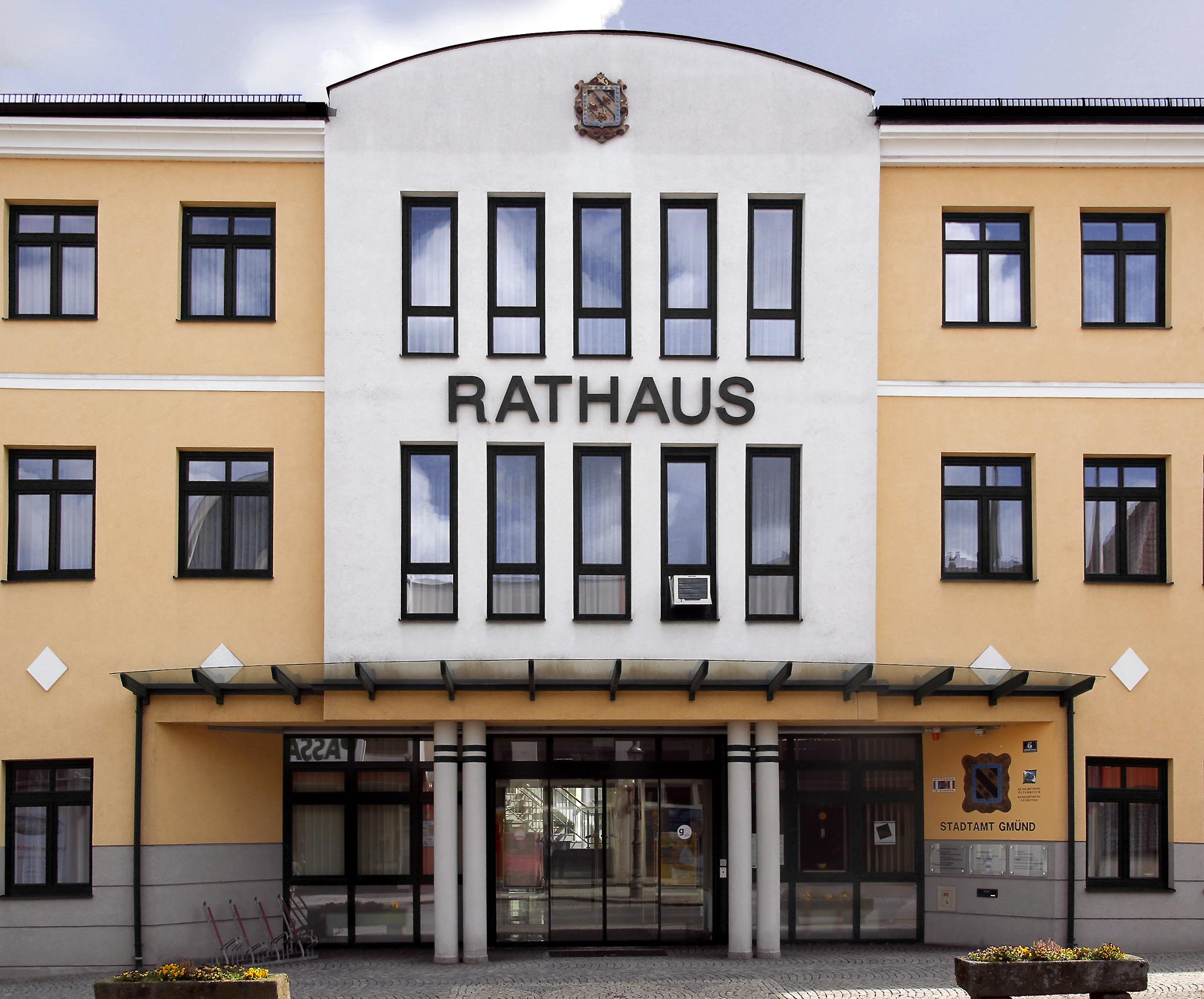
Das Stadtamt Gmünd

### Gemeinderat
Der Gemeinderat hat 29 Mitglieder.
- Nach den Gemeinderatswahlen in Niederösterreich 1990 hatte der Gemeinderat folgende Verteilung: 17 SPÖ, 11 ÖVP und 1 FPÖ.
- Nach den Gemeinderatswahlen in Niederösterreich 1995 hatte der Gemeinderat folgende Verteilung: 14 SPÖ, 11 ÖVP und 4 FPÖ.[11]
- Nach den Gemeinderatswahlen in Niederösterreich 2000 hatte der Gemeinderat folgende Verteilung: 15 SPÖ, 12 ÖVP, 1 FPÖ und 1 Grüne.[12]
- Nach den Gemeinderatswahlen in Niederösterreich 2005 hatte der Gemeinderat folgende Verteilung: 16 SPÖ, 11 ÖVP, 1 Grüne und 1 FPÖ.[13]
- Nach den Gemeinderatswahlen in Niederösterreich 2010 hatte der Gemeinderat folgende Verteilung: 15 SPÖ, 12 ÖVP und 2 FPÖ.[14]
- Nach den Gemeinderatswahlen in Niederösterreich 2015 hatte der Gemeinderat folgende Verteilung: 14 SPÖ, 13 ÖVP, 1 FPÖ und 1 AFG-Aktiv für Gmünd.[15]
- Nach den Gemeinderatswahlen in Niederösterreich 2020 hatte der Gemeinderat folgende Verteilung: 18 ÖVP, 9 SPÖ, 1 FPÖ und 1 AFG-Aktiv für Gmünd.[16]
- Nach den Gemeinderatswahlen in Niederösterreich 2025 hat der Gemeinderat folgende Verteilung: 15 ÖVP, 9 SPÖ, 4 FPÖ und 1 AFG-Aktiv für Gmünd.[17]

### Bürgermeister
- Alexander Eggerth 1894–1901
- Alois Nigisch  1901–1905
- Emerich Berger 1905–1908
- Johann Hinek  1908–1911
- Alois Ullrich  1911–1919
- Anton Libowitzky 1919–1920
- Lambert Pöschl 1920
- Ladislaus Bakalar 1920–1922
- Hans Michale  1922–1924
- Rudolf Nowotny 1924
- Hans Hyllan  1924
- Ignaz Pilz  1924–1933
- Karl Pany  1933
- Hans Reither  1933–1934
- Karl Henebichler 1934–1938
- Karl Pany  1938–1939
- Nikolaus Riedl 1939–1940
- Hans Retinger  1940–1944
- Josef Zabka  1944–1945
- Karl Henebichler (SPÖ) 1945
- Franz Fuchs  (SPÖ) 1945–1946
- Otto Wilhartitz (SPÖ) 1946–1955
- Alois Schwarzmüller (SPÖ) 1955–1958
- Franz Chaloupek (SPÖ) 1958–1975
- Johann Schaffer (SPÖ) 1975–1988
- Alfred Drach (SPÖ) 1988–1995
- Otto Opelka (SPÖ) 1995–2012
- Andreas Beer (SPÖ) 2012–2015
- Helga Rosenmayer (ÖVP) seit 2015

### Wappen
Das Gmünder Stadtwappen geht in seinen Grundzügen auf das Wappen der steirischen Linie der Liechtensteiner zurück, die lange Zeit Herrschaftsbesitzer in Gmünd waren. Im Jahr 1852 erhielt die Stadt Gmünd das Stadtwappen offiziell verliehen. Die offizielle Beschreibung lautet: Das Wappen der Stadt Gmünd ist ein schwarzes, mit einer schmalen blauen und mit goldenen aneinander gereihten Sternchen belegten Einfassung versehener Schild. Diesen Schild durchziehen zwei goldene rechte Schrägbalken, in welchen in dem oberen eine, in dem unteren zwei Lerchen schräg nach oben fliegen. Den Schild umgibt eine goldene, aus Arabeskenverzierungen gebildete Einfassung.

## Persönlichkeiten

### Ehrenbürger
- Oktavian Regner von Bleyleben (1866–1945), Verwaltungsjurist[18]

### Söhne und Töchter der Gemeinde
- Anna Holzer (1871–1952), Politikerin (CSP)
- Karl Krejci-Graf (1898–1986), Geochemiker und Geologe
- Josef Julius Böhm OCist (1907–1984), Priester, Kapellmeister der Wiener Sängerknaben und Organist an der Wiener Hofburgkapelle
- Margarete Tröstl (1911–2025), österreichische Altersrekordlerin und zeitweise älteste in Österreich lebende Person
- Anna Körner (1919–2007), Politikerin (SPÖ)
- Walter Nowotny (1920–1944), Kampfpilot im Zweiten Weltkrieg
- Edgar Schober (1926–2016), Politiker (ÖVP)
- Alfred Pauser (1930–2022), Tragwerksplaner und Brückenbauer
- Kurt Ruso (* 1937), Versicherungsfachmann
- Michael Pilz (* 1943), Regisseur, Produzent und Drehbuchautor
- Gernot Wolfgruber (* 1944), Schriftsteller
- Alfred Worm (1945–2007), Journalist
- Rudolf Parnigoni (* 1948), Politiker (SPÖ)
- Karin Berger (* 1953), Dokumentarfilmerin, Wissenschaftlerin und Autorin
- Herbert Breiteneder (1953–2008), Rennfahrer
- Otmar Weiß (* 1953), Sportsoziologe, Hochschullehrer
- Peter Rosmanith (* 1956), Jazzperkussionist
- Brigid Weinzinger (* 1962), Dolmetscherin, Umweltaktivistin und Politikerin (Die Grünen)
- Konrad Antoni (* 1964), Politiker (SPÖ)
- Peter Florian (* 1964), Maler und Grafiker
- Thomas Sautner (* 1970), Maler und Schriftsteller
- Michael Koller (* 1972), Schriftsteller
- Christian Anderl (* 1975), Radiomoderator
- Sara Vilic (* 1992), Triathletin und Olympionikin
- Amina Bouroyen (* 1994), Jazzsängerin
- Dennis Schmutz (* 2001), Fußballspieler

### Personen mit Bezug zur Gemeinde
- Der Bildhauer Carl Hermann (1918–1986) lebte von 1945 bis zu seinem Tode in Gmünd.
- Erzherzog Sigismund von Österreich (1826–1891) lebte zwischen 1859 und 1891 in Gmünd und brachte sich als Wohltäter für zahlreiche Organisationen für die Bevölkerung der Region ein. Er ist im Mausoleum am Gmünder Friedhof begraben.
- Der Arzt und Pharmakologe Professor Gerfried Nell (1941–2021) wohnte von 1994 bis zu seinem Tode im Jahr 2021 auf Schloss Gmünd in Gmünd.
- Der Schriftsteller Franz Kafka (1883–1924) traf sich im August 1920 mit Milena Jesenska in Gmünd. Die Vorbereitung zu dieser Begegnung sowie die Wahrnehmungen zur neugezogenen Grenze sind in seinen „Briefen an Milena“ dokumentiert. In Gmünd erinnert die Franz-Kafka-Gasse an diese Begebenheit.